# Freedom of the Press Foundation
Die Freedom of the Press Foundation (FPF, deutsch Stiftung für die Freiheit der Presse) ist eine gemeinnützige Stiftung zur Stärkung der Presse- und der Meinungsfreiheit im Sinne einer aufgeklärten (Gegen-)Öffentlichkeit gegenüber Massenmedien und gelenkter oder verklärter politischer Bildung.

## Zielsetzung und Tätigkeit
Das Ziel sämtlicher Tätigkeiten ist:

“[…] promote and fund aggressive, public-interest journalism focused on exposing mismanagement, corruption, and law-breaking in government.”

„Journalismus im Interesse der Öffentlichkeit zum exponieren von Missmanagement, Korruption oder Gesetzesbruch in der Regierung aggressiv zu stärken und zu finanzieren.“

Mit Geldern, die durch Crowdfunding gesammelt sind, werden Organisationen unterstützt, die durch die Mitglieder der Stiftung anhand definierter Kriterien ausgewählt werden, da transparente und non-profit Medien zunehmend eine kritische Rolle in unserer Gesellschaft einnehmen.
Zur sicheren Kommunikation verwendet und unterstützt die FPF SecureDrop.

### Unterstützte Organisationen und Kampagnen
Kriterien für Engagement FPFs für Dritte sind
1. Förderung von unabhängigem und kritischem Journalismus in der Vergangenheit
2. Vertretung des öffentlichen Interesses
3. Die Organisation oder Individuen sind Repressionen ausgesetzt
4. Eine finanzielle Unterstützung ist notwendig

Während des Prozesses gegen Chelsea Manning, in dem die Anklagebehörde weiten Teilen der Medienlandschaft eine Teilnahme am Verfahren verweigerte, finanzierte die FPF einen Stenografen, der das Verfahren für die Öffentlichkeit dokumentierte.
Derzeit (Stand Oktober 2014) werden unterstützt:
- Wikileaks
- The Bureau of Investigative Journalism
- Center for Public Integrity
- Truthout

Ehemalig unterstützte Organisationen sind die MuckRock News (eine Seite die bei Zugang zu Dokumenten nach dem Freedom of Information Act hilft), das National Security Archive und The UpTake (eine Organisation aus Minnesota die Graswurzel-Journalismus fördert).

## Personalien
Neben Daniel Ellsberg ist seit Januar 2014 auch Edward Snowden im Board of Directors Mitglied, dazu kommen die investigativen Journalisten Glenn Greenwald, Laura Poitras und Trevor Timm, sowie John Cusack und John Perry Barlow neben Xeni Jardin und Rainey Reitman.
Das Technical Advisory Board (etwa: Komitee zur technischen Beratung) ist unter anderem mit Jacob Appelbaum, Kevin Poulsen, Christopher Soghoian und Morgan Marquis-Boire besetzt, es leistet Journalisten und Aktivisten technische Unterstützung zur Informationssicherheit.
Die FPF wird durch die Electronic Frontier Foundation (EFF) juristisch beraten, zudem ist ein Board-Mitglied der EFF in der Geschäftsführung der FPF.